# I Decide
I Decide (zapis stylizowany i DECIDE) – trzeci minialbum południowokoreańskiej grupy iKON, wydany 6 lutego 2020 roku przez wytwórnię YG Entertainment. Płytę promował singel „Dive” (kor.뛰어들게 (Dive)).

## Lista utworów
| CD | CD                                                           | CD                     | CD                                  | CD                 | CD      |
| Nr | Tytuł utworu                                                 | Tekst                  | Kompozycja                          | Aranżacja          | Długość |
| -- | ------------------------------------------------------------ | ---------------------- | ----------------------------------- | ------------------ | ------- |
| 1. | „Ah Yeah”                                                    | B.I, Bobby             | B.I, Millennium                     | Millennium         | 3:08    |
| 2. | „Ttwieodeulge (Dive)” (kor. 뛰어들게 (Dive))                 | B.I, Seung             | B.I, Diggy, Kang Uk-jin             | Diggy, Kang Uk-jin | 3:10    |
| 3. | „On sesang (All the World)” (kor. 온 세상 (All The World))   | B.I, Dustyy Han, Bobby | B.I, Diggy, Kang Uk-jin, Dustyy Han | Diggy, Kang Uk-jin | 3:20    |
| 4. | „Gyeondilmanhae (Holding On)” (kor. 견딜만해 (Holding On))   | B.I                    | B.I, Diggy, Kang Uk-jin             | Diggy, Kang Uk-jin | 3:02    |
| 5. | „Neolan balam ttala (Flower)” (kor. 너란 바람 따라 (Flower)) | DK, Bobby              | DK, HRDR, Ihwak                     | HRDR               | 4:19    |

## Notowania
| Lista                      | Pozycja |
| -------------------------- | ------- |
| Gaon Weekly Album Chart    | 3       |
| Oricon Weekly Album Chart  | 15      |
| Billboard Japan Hot Albums | 16      |
| Five Music (Tajwan)        | 3       |

## Sprzedaż
| Kraj             | Sprzedaż                    |
| ---------------- | --------------------------- |
| Korea Południowa | 55 254+ (stan na luty 2020) |
| Japonia          | 5306+                       |